# Led Storm
Led Storm (également connu sous le nom Mad Gear et Led Storm Rally 2011) est un jeu vidéo de course développé et édité par Capcom en 1988 sur système d'arcade 68000 Based, puis porté en 1988 et 1989 sur Amiga, Amstrad CPC, Atari ST, Commodore 64, ZX Spectrum,.